# Pepexta
Pepexta är en ort i Mexiko.   Den ligger i kommunen Cuetzalan del Progreso och delstaten Puebla, i den sydöstra delen av landet, 190 km öster om huvudstaden Mexico City. Pepexta ligger 471 meter över havet och antalet invånare är 914.
Terrängen runt Pepexta är huvudsakligen kuperad, men åt nordost är den platt. Runt Pepexta är det ganska tätbefolkat, med 179 invånare per kvadratkilometer. Närmaste större samhälle är Ciudad de Cuetzalan, 6,7 km väster om Pepexta. I omgivningarna runt Pepexta växer i huvudsak städsegrön lövskog.